# 豪姫 (映画)
『豪姫』（ごうひめ）は、1992年9月15日に公開された日本映画。富士正晴の同名小説の映画化作品。

## あらすじ
安土桃山時代、加賀の大名・前田利家の娘・豪姫は豊臣秀吉の養子として育てられていた。蓬髪に男のような身なりと言葉遣いの奔放な少女だった豪姫は、養父秀吉に「豪が男であったなら関白にしたものを」と言われ、かわいがれた。
千利休が秀吉に切腹を命じられ、古田織部が、供養のため茶頭になったが、その織部を豪姫は“オジイ”と呼び、親しく付き合っていた。京都の二条河原に曝されていた利休の首を見た豪姫は、織部の庭番である下人のウスをつかって首を奪い去り、利休の養女であるお吟に届けさせた。追われて逃亡するウスを助けた豪姫は織部に向かい、ウスとのただならぬ仲をほのめかしてみせる。逃げ延びたウスは山中で喜多淳斎という老人に出会い、共に暮らすようになった。
時が過ぎ、秀吉が亡くなり、関ヶ原の合戦を経て徳川の世になった。豪姫は宇喜多秀家と結婚していたが、秀家は関ヶ原で西軍についたため流罪となり、豪姫は徳川への不平をかこちながら一人で暮らしていた。そんな折、散歩の道中を野盗に襲われたところを偶然ウスに助けられ、20年ぶりの再会を果たす。豪姫は利休の命日を期して高山右近、織部、細川忠興を茶会に招く。しかし右近、忠興とも徳川に遠慮して参加せず、豪姫は織部と二人で茶会を開く。会が終わると、豪姫の屋敷を出る織部を徳川の兵が囲む。そして織部は徳川家康暗殺を計画したという嫌疑をかけられ切腹を命じられた。豪姫はウスに命じて末期の織部に茶碗を届けさせる。

## スタッフ
- 監督 = 勅使河原宏
- 脚本 = 赤瀬川原平、勅使河原宏
- 原作 = 富士正晴『豪姫』（新潮文庫、1991年）
- 企画 = 勅使河原プロダクション
- 製作 = 奥山和由、磯邊律男、小田久栄門、勅使河原宏
- 製作協力 = 映像京都株式会社
- プロデューサー = 杉崎重美、西岡善信、野村紀子
- 撮影 = 森田富士郎
- 美術 = 西岡善信
- 編集 = 谷口登司夫
- 音楽 = 武満徹
- 照明 = 中岡源権
- 録音、調音 = 瀬川徹夫
- 衣裳デザイン = 菱沼良樹
- 宮沢りえヘアメイキャッパー = 野村真一
- スチール = 佐藤芳夫、原田大三郎

## キャスト
- 古田織部 - 仲代達矢
- 豪姫 - 宮沢りえ
- ウス - 永澤俊矢
- 豊臣秀吉 - 笈田勝弘
- 徳川家康 - 井川比佐志
- 蒲生氏郷 - すまけい
- お吟 - 真野響子
- とわ - 江波杏子
- 細川忠興 - 山本圭
- 前田利常 - 別所哲也
- 高山右近 - 松本幸四郎
- 木村宗喜 - 高城淳一
- 板倉勝重 - 川津祐介
- 寺崎義道 - 森山潤久
- 老僕 - 花沢徳衛
- 鳥居 - 名古屋章
- 内藤 - 大川ひろし
- 覆面の首領 - 伊藤高
- 右近の側近 - 丹野由之、藤波晴康
- 浪人 - 山本昌平、新海丈夫、戸塚孝
- 遊女 - 植野葉子
- 喜多淳斎 - 三國連太郎